# Politică cu... delicatese
Politică cu… delicatese este un film românesc din 1964 regizat de Haralambie Boroș după un scenariu ce a ecranizat schița „Politică și delicatețe” (1897) a lui I.L. Caragiale. Rolurile principale au fost interpretate de actorii Dem Rădulescu, Rodica Tapalagă, Marius Pepino și Toma Caragiu.

## Distribuție
Distribuția filmului este alcătuită din:
- Dem Rădulescu — Lambe, un negustor din provincie, proprietarul unei băcănii de lux, partizan al conservatorilor (menționat Dem. Rădulescu)
- Rodica Tapalagă — o cucoană șarmantă, soția șefului organizației locale a Partidului Liberal
- Marius Pepino — conul Griguță Zamfir, șeful organizației locale a Partidului Liberal, soțul cucoanei
- Toma Caragiu — conul Jean, candidatul liberal la postul de deputat
- Ștefan Mihăilescu-Brăila — fruntaș liberal (menționat Șt. Mihăilescu-Brăila)
- Nae Roman — conul Iorgu, fruntaș liberal
- Mișu Fotino — fruntaș liberal (menționat Mihai Fotino)
- Horia Șerbănescu — Drugescu, candidatul conservator la postul de deputat
- Florin Vasiliu — fruntaș conservator
- Ovid Teodorescu — fruntaș conservator
- Ștefan Niculescu-Cadet — fruntaș conservator (menționat Șt. Niculescu-Cadet)
- Victoria Mierlescu — slujnica bătrână a conului Griguță
- Gheorghe Gîmă — polițaiul orașului
- Puiu Călinescu — târgovețul care cumpără marfă pentru liberali
- Dumitru Chesa — fruntaș liberal
- Nae Ștefănescu — fruntaș liberal
- Radu Cazan
- Gheorghe Naghi — mesean de la băcănia lui Lambe (nemenționat)
- Horia Căciulescu — fotograful (nemenționat)
- Dorina Done — soția proprietarului cramei (nemenționată)

## Premii
Politică cu... delicatese a fost distins cu Diploma de onoare și Placa de ceramică la al VI-lea Festival Internațional al Filmului Vesel de la Viena în 1964.